# Нижнекаянча
Нижнекаянча — село, входит в состав Айского сельсовета, Алтайский район, Алтайский край, Россия.

## География
Село расположено в предгорном районе, находится в левобережье Катуни (в 1,5 км от реки). Через село протекают реки Устюба и её левый приток Каянча. Название села — географический топоним (по названию реки).
Уличная сеть
В селе 9 улиц: Вятская, Заводская, улица Куйбышева, Подгорная, улица Усть-Уба, Центральная, Школьная, Новая и улица с названием «Территория Урочище Каим».
Расстояние до
- районного центра Алтайское 27 км;
- до областного центра Барнаул 213 км.

Ближайшие населённые пункты
Черемшанка 4 км, Манжерок 5 км, Озёрное 8 км, Соузга 9 км, Верх-Ая 10 км, Дубровка 10 км, Катунь 11 км, Ая 11 км.
Климат
Резко континентальный, среднегодовые температуры — 3,2 °C. Максимально воздух прогревается в июле: +26/28°С, столбик термометра может достигать отметки +35/40°С, зимой средняя температура −20/24°С, минимальные отметки −45/50°С.

## История
Осенью 1829 года 17 жителей деревни Сетовки во главе с Конаном Ивановичем Казанцевым подали прошение о переселении на реку Каянчу. Место, отведенное для жительства ранее, затапливало, в результате чего луга и пастбища стали непригодны для скота. В марте 1830 года унтершихтмейстер Пылков нашел новое место и выделил землю просителям, но местные жители, расселившиеся на этих землях ранее, отнеслись к переселению «чужаков» крайне отрицательно.
Несмотря на протесты, крестьянам разрешили создать новую деревню, и в мае 1832 года начальство Алтайского округа приняло окончательное решение о создании нового поселения: проживание на речке Каянча приписным крестьянам было официально дозволено. Уже через два года, в 8-ю ревизию в деревне Каянчинской проживало 70 жителей — 27 душ мужского и 43 души женского пола. В перепись 1926 года в селе Верх-Каянча Алтайского района было 148 хозяйств, в них проживало 712 жителей.

## Население
| 1997 | 1998 | 1999 | 2000 | 2001 | 2002 | 2003 |
| ---- | ---- | ---- | ---- | ---- | ---- | ---- |
| 484  | ↘462 | ↘247 | ↗461 | ↘458 | ↘347 | ↗368 |
| 2004 | 2005 | 2006 | 2007 | 2008 | 2009 | 2010 |
| ↘357 | ↘350 | →350 | ↗354 | ↘345 | ↘297 | ↗435 |
| 2011 | 2012 | 2013 |      |      |      |      |
| →435 | ↘419 | ↘414 |      |      |      |      |

## Инфраструктура
В селе работает общеобразовательная школа, фельдшерско-акушерский пункт, библиотека, центр детского отдыха.

## Транспорт
Через село проходит дорога регионального значения «Алтайское — Ая — Нижнекаянча — Бирюзовая Катунь». Имеется автобусное сообщение с соседними населёнными пунктами, в том числе, с райцентром.

## Туризм
- В селе туристы могут воспользоваться услугами турбазы, работает частный центр детского отдыха.
- Нижнекаянча находится вблизи гостинично-развлекательного комплекса Altai Palace, созданного в рамках реализации проекта Сибирская монета — игорной зоны на Алтае.